# Norra Karelens centralsjukhus
Norra Karelens centralsjukhus (finska: Pohjois-Karjalan keskussairaala) är ett sjukhus i Finland i landskapet Norra Karelen. Sjukhuset som ligger i Niinivaara i Joensuu stad färdigställdes år 1953. Man hade beslöt sig att grunda sjukhuset några år tidigare år 1947. Norra Karelens centralsjukhus var det första centralsjukhuset i Finland. Sjukhuset ordnar specialsjukvård till tillsammans 166 400 invånare i landskapets 13 kommuner.
Sjukhuset har 12 våningar och det är 45 meter hög. Sjukhuset har ritats av arkitekter Jussi Paatela, Olli Pöyry och Marja Pöyry. Verksamhet i sjukhuset börjades 1953 och området har utvidgas många gånger.
Norra Karelens sjukvårdsdistrikt tillhör Kuopio universitetssjukhusets ansvarsområde. En del av specialsjukvård ordnas i Kuopio universitetssjukhus. Norra Karelens centralsjukhus fungerar också som undervisningssjukhus för studenter inom social- och hälsovård och läkarvetenskap.